# Rin'go
Rin'go (ook gekend als: Rin'go Band, Rin'Go of Ringo) is een Kazachse muziekgroep die vooral popmuziek maakt en speelt.

## Ontstaan
De groep werd opgericht in Almaty in 2006 door Batyr, Danijar, Ajan en Adiljan.

## Muzikale carrière
De band werd in 2007 vijfde op het internationale muziekfestival New Wave. Een jaar later nam de groep deel aan de Penang Shanghai World Star Quest, georganiseerd in Maleisië. Hier kreeg de groep een prijs voor het beste optreden.
In 2011 vertegenwoordigde de groep hun thuisland Kazachstan op het Alla Poegatsjovafestival, dat plaatsvond op de Krim. Ze werden er bekroond met de Allaster.
In 2013 won de groep de Kazachse preselectie voor het Türkvizyonsongfestival 2013. Met 18% van de stemmen versloegen ze de andere 15 kandidaten en wonnen ze de nationale finale en mochten ze daardoor Kazachstan vertegenwoordigen op het eerste Türkvizyonsongfestival. Op het festival zelf zong de band het lied Birlikpen alğa. De halve finale werd overleefd en in de finale eindigde de groep op een negende plaats. Na afloop van het festival uitte de groepsleden kritiek op het festival. De reden was dat er in de jury van het festival enkel personen zaten die slechts weinig of geen muzikale achtergrond hadden, waardoor de groep -naar eigen zeggen- pas negende werd.

## Discografie

### Singles
- Tolgau (2011)
- Birlikpen alğa (2013)

2013: Rin'go · 
2014: Janar Duğalova · 
2015: Orda · 
2020: Almaz Kopzhasar